# 根岸一美
根岸 一美（ねぎし かずみ、男性、1946年 - ）は、日本の音楽学者、大阪大学名誉教授、元同志社大学任期付教授。

## 人物
アントン・ブルックナーの研究を中心に、19世紀のドイツ・オーストリア音楽の歴史と美学研究を専門とする。また、関西（特に兵庫県宝塚市）における西洋音楽受容の研究の一環として、ブルックナーの作品を日本に紹介したオーストリアの指揮者、ヨーゼフ・ラスカについての調査・研究を行っている。

## 経歴
- 1970年　東京大学文学部美学芸術学専攻卒業
- 1973年　東京大学人文科学研究科 修士課程修了（美学芸術学）
- 1975年　東京大学人文科学研究科 博士後期課程中退（美学芸術学）
- 1975年　大阪音楽大学講師
- 1981年　大阪教育大学助教授、のち教授
- 1998年　大阪大学文学部教授、のち大学院文学研究科教授
- 2010年　定年退官、名誉教授、同志社大学任期付教授
- 2015年　同志社大学退職

## 著書
- 『ブルックナー』音楽之友社・作曲家・人と作品シリーズ 2006
- 『ヨーゼフ・ラスカと宝塚交響楽団』大阪大学出版会、2012

共編
- 『音楽学を学ぶ人のために』三浦信一郎共編　世界思想社　2004

### 翻訳
- ヴォルフガング・ザイフェルト『ギュンター・ヴァント 音楽への孤高の奉仕と不断の闘い』音楽之友社　2002